# Carolina Goić
Carolina Nevenka Goić Borojević (ur. 20 grudnia 1972 w Santiago lub Puerto Natales) – chilijska polityk, senator, poseł, była przewodnicząca Chrześcijańsko-Demokratycznej Partii Chile (Partido Demócrata Cristiano, PDC) oraz kandydatka na prezydenta w wyborach w 2017 roku.

## Życie prywatne
Carolina Goić urodziła się w rodzinie pochodzenia chorwackiego. Jest córką Pedra Danila Goicia Karmelicia, inżyniera rolniczego i byłego wiceprzewodniczącego PDC, oraz Maríi Juany Borojević Jutronić. 15 maja 1998 wyszła za Christiana Kirka Mirandę, biologa morskiego. Mają dwie córki: Catalinę i Alejandrę. Mieszkają w Ñuñoa.
Ukończyła studia społeczne i ekonomiczne na Katolickim Uniwersytecie Chile. W latach 2000–2002 pracowała jako pracownik socjalny oraz analityk urzędu planowania regionu Magallanes.

## Kariera polityczna
W 2002 roku Goić została ministerialnym sekretarzem regionalnym ds. planowania dla regionu Magallanes.
W 2006 roku została posłem z okręgu 60 (gminy: Río Verde, Antártica, Laguna Blanca, Natales, Cabo de Hornos, Porvenir, Primavera, Punta Arenas, San Gregorio, Timaukel, Torres del Paine). W kolejnych wyborach w 2010 wybrano ją ponownie. W roku 2014 i 2018 została wybrana senatorem okręgu Magallanes.
W 2016 została wybrana na przewodniczącą Chrześcijańsko-Demokratycznej Partii Chile, zastępując na tym stanowisku Jorge Pizarro. W 2017 roku PDC ogłosiła ją jako swojego kandydata w wyborach prezydenckich. Goić uzyskała w nich 387 664 głosy (5,88%). W następstwie 20 listopada 2017 podała się do dymisji jako przewodnicząca partii.